# 다인정보고등학교
다인정보고등학교(多仁情報高等學校)는 경상북도 의성군 다인면 도암리에 있었던 공립 고등학교이다.

## 학교 연혁
- 1951년 11월 30일: 중학교 초대 이대곤 교장 취임
- 1952년 2월 12일: 중학교 개교
- 1972년 3월 1일: 고등학교 개교, 초대 이우덕 교장 취임
- 1999년 3월 1일: 학칙변경(고1학년 상업과를 정보처리과로 학과개편)
- 2009년 3월 1일: 교명변경 다인종합고등학교 → 다인정보고등학교
- 2014년 9월 1일: 권영근 교장 취임(고등학교 제21대)
- 2016년 2월 17일: 고등학교 제42회(누계 3,867명) 졸업
- 2017년 3월 1일: 45년만에 폐교[1]

## 설치 학과
- 정보처리과

## 참고 자료
- 다인정보고등학교 - 한국교육학술정보원 학교알리미